# Tajfun Ketsana
Tajfun Ketsana – tajfun który wystąpił we wrześniu 2009 roku i nawiedził Filipiny, Kambodżę, Laos, Tajlandię oraz Wietnam. Sztorm był szesnastą tropikalną burzą, ósmym tajfunem oraz drugim tajfunem w głównym sezonie 2009.
Ketsana utworzyła się około 860 km na północny zachód od Palau w dniu 23 września 2009. Depresja tropikalna była bardzo słaba, ale następnego dnia nabrała na sile i zmieniła się w depresję tropikalną. 25 września, wyznaczająca depresji jako 17W. Wkrótce Ketsana awansował do statusu burzy tropikalnej, wówczas przechodziła już nad Filipinami.

## Ofiary katastrofy
| Kraj      | Ofiary śmiertelne |
| --------- | ----------------- |
| Filipiny  | 476               |
| Wietnam   | 163               |
| Kambodża  | 43                |
| Laos      | 26                |
| Tajlandia | 2                 |
| Razem     | 710               |